# Zweifarbensperber
Der Zweifarbensperber (Astur bicolor, Synonym: Accipiter bicolor), gelegentlich auch Zweifarbsperber geschrieben, ist ein Greifvogel aus der Familie der Habichtartigen. Trotz eines großen Verbreitungsgebiets in Süd- und Mittelamerika und eines auffälligen Erscheinungsbilds ist die Art bislang nur selten wissenschaftlich erforscht worden. Bemerkenswert ist die sehr variable Färbung des Gefieders, auch zwischen Angehörigen derselben Unterart. Zweifarbensperber bewohnen sowohl dichte Wälder als auch offenere Landschaften. Ihre Hauptbeute sind kleinere Vögel, die von einem Ansitz oder aus dem Flug heraus geschlagen werden. Die Art gilt in ihrem Fortbestehen als nicht gefährdet.

## Merkmale

### Körperbau und Aussehen
Der Zweifarbensperber zählt mit einer Körpergröße von 34 bis 45 cm zu den mittelgroßen Vertretern seiner Familie. Wie bei vielen Greifvögeln ist bei der Art ein deutlicher Sexualdimorphismus hinsichtlich Größe und Gewicht feststellbar. So erreichen ausgewachsene Männchen ein Gewicht zwischen 204 und 250 g, während die Weibchen etwa 342 bis 454 g erreichen können. In ihrem Aussehen unterscheiden sich die Geschlechter hingegen nicht. Beine und Zehen wirken im Verhältnis zur Körpergröße recht lang, die Flügel sind eher kurz und abgerundet. Der Schwanz wirkt ebenfalls verlängert, die inneren Steuerfedern sind länger als die äußeren. Dieses Merkmal ist bei einigen Exemplaren so ausgeprägt, dass die innersten Federn deutlich hervorstehen und der Schwanz insgesamt nicht mehr rundlich wirkt. Der Schnabel ist kurz, die obere Mandibel ist Greifvogel-typisch stark nach unten gebogen. Unbefiederte Körperteile sind in der Regel gelblich gefärbt, die Wachshaut kann leicht ins Grünliche übergehen. Die Iris der Augen ist orangefarben bis rötlich.
Für den Zweifarbensperber sind mehrere Unterarten bekannt, die sich alle mehr oder weniger stark hinsichtlich der Gefiederfärbung unterscheiden. Allerdings zeigen sich auch vor allem innerhalb der in diesem Abschnitt beschriebenen Nominatform A. b. bicolor erhebliche Abweichungen von Vogel zu Vogel. Die diagnostischen Merkmale der anderen Unterarten werden weiter unten im Abschnitt Systematik aufgeführt. Allen Individuen von A. b. bicolor gemein sind ein schiefer- bis schwärzlich-grauer Rücken und eine etwas dunklere Haube. Sehr häufig kommt außerdem eine rötlich-braune Färbung der befiederten Schenkel vor, die einen deutlichen Kontrast zum Rest des Gefieders bietet, was der Art den Trivialnamen Zweifarbensperber eingebracht hat. Auch das aus dem Lateinischen stammende Artepitheton bicolor („zweifarbig“) nimmt Bezug auf diese Eigenschaft. Ein weiteres wiederkehrendes Merkmal ist eine hellgraue bis bräunliche Bänderung der ansonsten schwärzlichen Steuerfedern, deren Ausprägung jedoch sehr unterschiedlich ausfallen kann. So kommen sowohl Exemplare mit zwei als auch mit drei Bändern, sowie Vögel mit sehr breiten als auch solche mit deutlich schmaleren Bändern vor. An der Unterseite zeigt sich, mit Ausnahme der meistens weißen Unterschwanzdecken, eine außergewöhnlich große Bandbreite möglicher Gefiederfärbungen. So kommen im Brust- und Bauchbereich und an der Kehle von weißlichen Farben, über helle bis mittlere Grautöne bis hin zu eher braunen oder zimtfarbenen Einschlägen alle möglichen Farbvarianten und Mischformen vor. Die Färbung ist in diesem Bereich oft auch nicht einheitlich, sondern kann verschiedene Tüpfel-, Flecken- oder Streifenmuster aufweisen. Bei vielen Individuen sind die Körperfedern zudem noch dunkel gerändert oder weisen eine dunkle Sperberung auf. Gelegentlich setzt sich die Färbung der Unterseite als schmales Halsband bis in den Nackenbereich fort. Der Gesichtsbereich ist zumeist etwas dunkler als Kehle und Brust, jedoch heller als Rücken und Hinterkopf. Im Flug wird außerdem eine schmale, graue bis bräunliche Bänderung an der Unterseite der ansonsten weißlichen bis cremefarbenen Arm- und Handschwingen sichtbar. Arm- und Handdecken, sowie die Oberseite der Schwungfedern sind hingegen meist einheitlich gefärbt und häufig etwas dunkler als der Rest des Gefieders.

### Jungvögel
Ebenso variabel wie das Gefieder der Adulten ist auch das Jugendkleid gefärbt. Tendenziell zeigen sich hier jedoch mehr bräunliche als grau-schwarze Töne, insbesondere an der Oberseite und den Steuerfedern. Das heller gefärbte, schmale Halsband, das bei den Erwachsenen nicht immer vorhanden ist, ist bei Jungvögeln noch fast immer präsent. Die typischen, rötlich braunen Schenkel finden sich auch schon bei den Jungvögeln, können jedoch in einigen Fällen noch von einem schwarzen Streifenmuster durchzogen sein. Brust- und Bauch zeigen eher braune und rötlich-braune statt graue Farbtöne, auch hier kommen jedoch große Abweichungen zwischen einzelnen Vögeln vor. Die unbefiederten Körperteile sind grünlich-gelb bis gelblich. Die Augen sind hell- bis gelbbraun.

### Verwechslungskandidaten

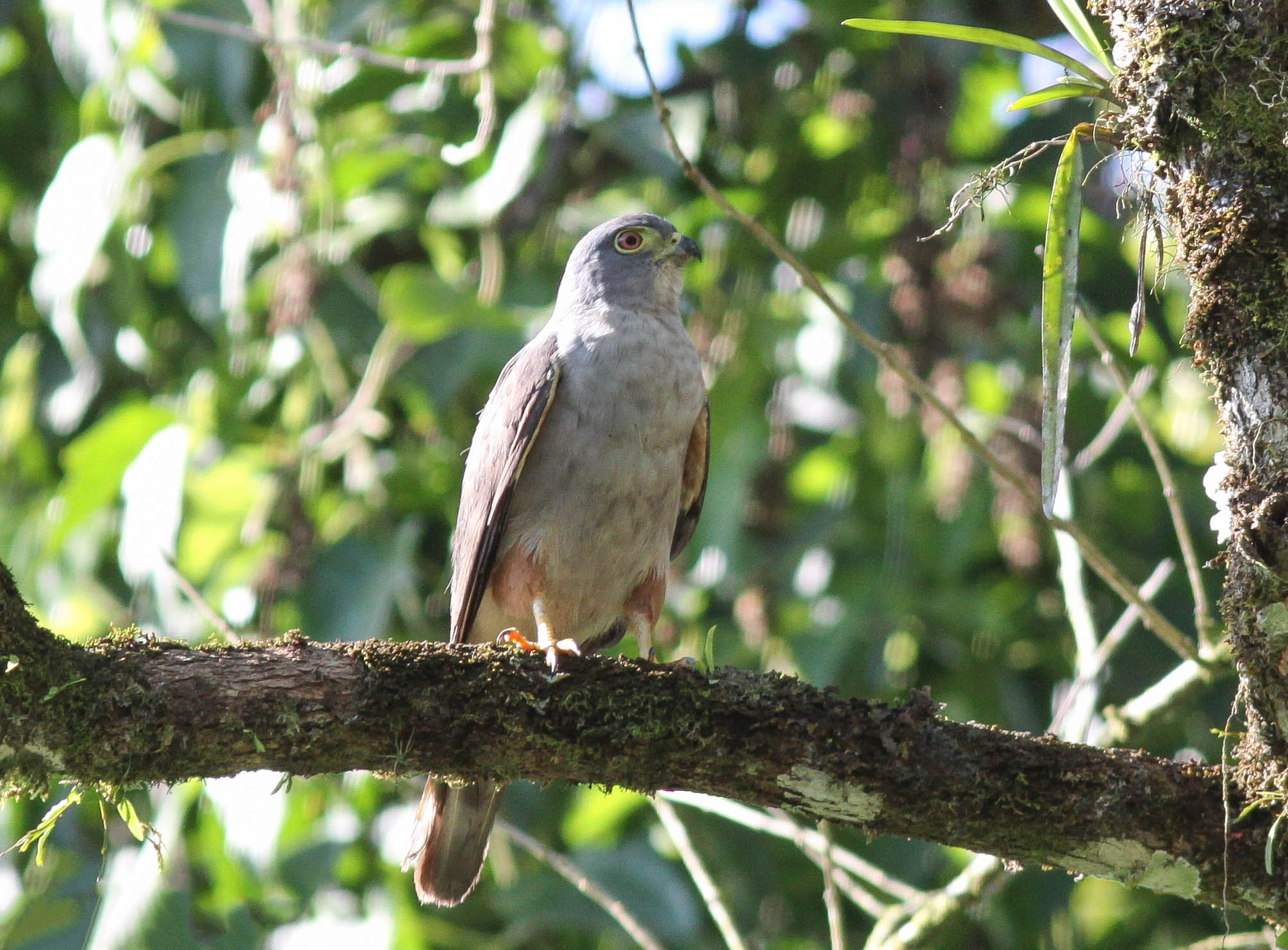
Der Rotschenkel-Zahnhabicht (Harpagus diodon) ähnelt dem Zweifarbensperber so sehr, dass möglicherweise ein Fall von Mimikry zwischen den beiden Arten vorliegt.

Auf Grund des variablen Federkleids kommt es im Falle des Zweifarbensperbers immer wieder zu Verwechslungen mit ähnlichen Arten innerhalb des sehr großen Verbreitungsgebiets. Insbesondere ist hier der Rotschenkel-Zahnhabicht (Harpagus diodon) zu nennen, dessen Gefieder sehr ähnlich gefärbt ist und teilweise auch die gleichen Musterungen an Schwanz und Flügeln aufweist. Auch die Proportionen des Körperbaus gleichen sich bei den beiden Arten sehr. Einige Forscher gehen davon aus, dass es sich hierbei um einen Fall von Mimikry durch den kleineren und weniger kräftigen Rotschenkel-Zahnhabicht handelt. Diese insektenfressende Art könnte insofern von einer Verwechslung profitieren, als dass mit ihr um Nahrung konkurrierende Vögel aus Angst vor dem vogelfressenden Zweifarbensperber die Flucht ergreifen. Auch der Zweifarbensperber könnte möglicherweise einen Nutzen aus einer Verwechslung ziehen, wenn mögliche Beutevögel ihn für einen harmlosen Rotschenkel-Zahnhabicht halten sollten. Trotz der unterschiedlichen Körpergrößen der beiden Arten ist eine eindeutige Identifikation in manchen Fällen nur über eine Beobachtung des Verhaltens und des Flugmusters möglich. Letzteres ist beim Zweifarbensperber durch schnelle, wenig ausladende Flügelschläge und eine gerade Haltung der Flügel im Gleitflug geprägt, nur die Spitzen der Handschwingen zeigen dabei leicht nach unten. Als weitere Verwechslungskandidaten kommen der Eckschwanzsperber (Accipiter striatus) – genauer dessen Unterarten A. s. ventralis und A. s. erythronemius – sowie der Graubauchhabicht (A. poliogaster) in Frage. Junge Zweifarbensperber ähneln hingegen vor allem adulten Kappenwaldfalken (Micrastur semitorquatus). Auch eine Verwechslung mit Jungvögeln des Sperberwaldfalken (M. ruficollis) erscheint hier potenziell möglich, wobei die Größenunterschiede in diesem Fall recht offensichtlich sein sollten.

## Habitat und Lebensweise
Das Verhalten des Zweifarbensperbers wurde bislang nur selten wissenschaftlich erforscht. Dies liegt vor allem an der Tatsache, dass es sich um scheue Vögel handelt, die den Kontakt zu Menschen meiden und zumindest teilweise in dichten Wäldern leben. Grundsätzlich ist die Art aber nicht hochgradig auf einen bestimmten Lebensraum spezialisiert. Zu den besiedelten Landschaftsformen gehören, neben tropischem Regenwald, auch baumbestandene Savannen, Galeriewälder entlang von Flüssen, Sekundärwald und Plantagenpflanzungen. Zweifarbensperber unternehmen keine ausgedehnten Gleitflüge über dem Blätterdach, wie sie viele verwandte Arten zur Abgrenzung des eigenen Territoriums nutzen. Auch ihre Rufe tragen nicht weit genug, um von Artgenossen in benachbarten Territorien vernommen werden zu können. Dennoch gehen Forscher davon aus, dass die Vögel über ein bislang noch unbekanntes Territorialverhalten verfügen, da sie ihren klar umrissenen Heimatbereich normalerweise nicht zu verlassen scheinen. Die Tatsache, dass dieselben Nistplätze in manchen Fällen über Jahre hinweg immer wieder genutzt werden, ohne dass es zu Konflikten mit anderen Paaren kommt, deutet allerdings zumindest auf eine gewisse Kenntnis benachbarter Territorien hin. Die Größe der Territorien wird auf etwa 4 bis 6 km² geschätzt, was jedoch nur auf einigen wenigen direkten Beobachtungen beruht. Die Art gilt grundsätzlich als Standvogel, wobei jedoch zumindest gelegentlich über nomadische Wanderungen berichtet wird.

### Ernährung und Jagdverhalten
Detaillierte Berichte über Beute und Jagdverhalten der Art liegen bisher nur aus Peru und aus Guatemala, jeweils eher an den Rändern des Verbreitungsgebiets gelegen, vor. In beiden Fällen zeigte sich eine deutliche Spezialisierung auf Vögel als Hauptbestandteil der Ernährung: Im Rahmen der mehrjährigen Studie im guatemaltekischen Nationalpark Tikal waren 209 der insgesamt 219 identifizierten Beutetiere Vögel, was einem Anteil von über 95 % entspricht. Den Rest der Nahrung machen vor allem Fledermäuse, Nagetiere und kleine Reptilien aus. Das durchschnittliche Gewicht erbeuteter Tiere liegt für männliche Zweifarbensperber bei etwa 85 g, während es bei Weibchen, entsprechend ihrer größeren Körpermasse, circa 115 g beträgt. Zu den regelmäßig verfolgten Vögeln gehören beispielsweise Organisten (Euphonia), Trogone (Trogonidae) und Baumsteiger (Dendrocolaptinae). Der Ornithologe Russell K. Thorstrom berichtet aus Guatemala hauptsächlich von Lauerjagden, bei denen die Sperber an einer Sitzwarte unterhalb des Blätterdachs auf vorbeikommende Beute warten. Hierbei sind die Vögel nicht sonderlich geduldig; zeigt sich nach einigen Minuten kein lohnenswertes Ziel, wird schnell zu einer einige hundert Meter entfernten, neuen Sitzwarte weitergezogen. Wurde ein potenzielles Beutetier ausgemacht, wird dieses aus steilem Winkel im direkten Flug angegriffen und mit den Klauen geschlagen. Anschließend wird die Beute nicht an Ort und Stelle verzehrt, sondern zunächst an einen sicheren Ort geschleppt. Thorstrom beobachtete Jagden sowohl innerhalb des Waldes als auch an den Rändern zu offenerem Terrain wie etwa Lichtungen. Sein Kollege Scott K. Robinson beobachtete in Peru hingegen eine andere bevorzugte Jagdmethodik. Dort ansässige Zweifarbensperber haben sich offenbar auf Angriffe auf größere Vogelschwärme an beliebten Futter-, Ruhe- oder Schlafplätzen spezialisiert. Die dortigen Sperber verfolgen ihre Beute auch über vergleichsweise lange Strecken. Darüber hinaus existieren Berichte über das Aufscheuchen von Beute durch schnelle, laute Flüge durch den Wald oder besonders rasche, hektische Wechsel der Sitzwarte. Gelegentlich sollen des Weiteren auch kooperative Jagdversuche von Paaren unternommen werden. Als bevorzugte Jagdmethode der meisten Individuen wird die Lauerjagd angenommen, für eine abschließende Bestätigung wären jedoch weitere Untersuchungen aus größeren Teilen des Verbreitungsgebiets notwendig.

### Fortpflanzung
Ähnlich wie zum Jagdverhalten liegen auch zur Brutbiologie nur wenige gesicherte Berichte vor, die auch nur aus Teilen des Verbreitungsgebiets stammen. Ihre Allgemeingültigkeit für die Gesamtheit der Population ist daher nicht unbedingt gesichert. Erste Beschreibungen stammen aus Venezuela und wurden Anfang der 1980er-Jahre festgehalten. Dort wurden zwei Nester beschrieben, von denen eines bereits vor der Eiablage aus unbekannten Gründen aufgegeben wurde. Bei dem anderen handelte es sich um eine Konstruktion aus Ästen und Zweigen, die in knapp 12 m Höhe im Geäst eines Baumes errichtet wurde. Dieses Gelege produzierte zwei Jungvögel, die sich noch mehr als zwei Monate nach dem Flüggewerden in der unmittelbaren Umgebung des Nests aufhielten und bei den Eltern um Nahrung bettelten. Spätere Forschungen zeigten, dass der Zeitraum des Brutgeschäfts innerhalb des Verbreitungsgebiets variiert und in südlicheren Regionen lebende Populationen früher mit der Brut beginnen, als ihre weiter nördlich vorkommenden Artgenossen. So erstreckt sich die Brutzeit in Argentinien etwa von Oktober oder November bis Januar, in Venezuela und Kolumbien von Februar bis Juni, wobei sie hier möglicherweise auch erst später, im April beginnt. In Mittelamerika beginnen Zweifarbensperber hingegen Mitte bis Ende der Trockenzeit oder gelegentlich auch erst mit dem Einsetzen der Regenzeit mit der Brut. Das Balzverhalten besteht vornehmlich aus gemeinsamem Singen in den Morgenstunden und dem Austausch von Nahrung, aufwändige Zurschaustellungen der Flugkünste finden hingegen nicht statt. Kommt es zur Begattung, findet diese häufig im Anschluss an eine Nahrungsübergabe, seltener auch nach gemeinsamen Nestbauaktivitäten statt. Das Nest besteht aus trockenen Ästen und Zweigen, die zumeist in einer Astgabel zu einer tassenförmigen Konstruktion mit einer flachen Vertiefung in der Mitte arrangiert werden. Seltener erfolgt der Nestbau auch in herabhängenden Klumpen von Epiphyten. Die Vertiefung, in die schließlich die Eier gelegt werden, wird häufig noch mit Blättern ausgepolstert. Der Durchmesser des gesamten Nests liegt im Mittel bei etwas mehr als 50 cm, wobei hier jedoch große Abweichungen zu verzeichnen sind. Die beobachteten Größen reichen von lediglich 30 cm bis zu fast einem Meter Durchmesser. Die bevorzugte Höhe für die Anlage des Nests scheint mit gut 20 m etwas höher zu liegen, als ursprünglich beobachtet. Beide Geschlechter beteiligen sich gleichermaßen an der Beschaffung des Nistmaterials und der Errichtung der Nestkonstruktion. Zumindest gelegentlich scheinen Zweifarbensperber auch aufgegebene Nester anderer Arten zu übernehmen, wie der Fall eines Paares zeigt, das das Nest einer Sperberweihe (Geranospiza caerulescens) zunächst ausgebessert und anschließend für das eigene Brutgeschäft genutzt hat. Ist der Bau des Nests abgeschlossen, beginnt das Weibchen mit der Eiablage. Die durchschnittliche Gelegegröße liegt bei zwei Eiern, seltener können auch ein einzelnes oder drei Eier vorkommen. Die Farbe der Eier ist ein einheitliches, mattes weiß ohne weitere Markierungen. Die Innenseite der Schale zeigt einen leichten Glanzeffekt in Blau- oder Grüntönen. Ihre durchschnittliche Größe liegt bei etwa 47 × 36,5 mm, das Gewicht beträgt circa 33,5 g. Die Bebrütung der Eier übernimmt fast ausschließlich das Weibchen, während der Partner für die Versorgung mit Nahrung zuständig ist. Nachdem das Männchen seine Präsenz mit einem scharfen kek-Laut angekündigt hat, erfolgt die Übergabe etwas vom Nest entfernt. Im Anschluss kann es vorkommen, dass der männliche Vogel sich für eine sehr kurze Zeit selbst an der Bebrütung der Eier versucht, bis ihn das Weibchen zügig wieder ablöst. Die Inkubationszeit der Eier liegt im Durchschnitt bei 34 Tagen, wobei zwischen dem Schlüpfen einzelner Jungvögel desselben Geleges bis zu drei Tage vergehen können. Unmittelbar nach dem Schlüpfen sind die Nestlinge von einer Schicht weicher, hellrosaner Daunen bedeckt, deren Farbe sich innerhalb einer Woche zu einem cremigen Weiß verändert. Nach einer weiteren Woche beginnen die Federn des ersten echten Gefieders sichtbar zu werden. Bis zum Flüggewerden der Jungvögel vergehen etwa 30 bis 36 Tage, wobei männliche Vögel (30 bis 32 Tage) offenbar schneller das Nest verlassen als die weiblichen Nachkommen (34 bis 36 Tage). Auch danach verbleiben die Jungen noch einige Zeit in der unmittelbaren Umgebung des Nistplatzes und kehren auch noch regelmäßig ins Nest zurück. Die Versorgung durch die Altvögel endet erst nach mehreren Wochen endgültig. Der bislang für den Zweifarbensperber festgestellte Bruterfolg von etwas mehr als 75 % flügge gewordener Nachkommen ist im Vergleich zu verwandten Arten recht hoch. Diese Zahl beruht jedoch nur auf wenigen beobachteten Nestern und könnte zukünftig noch korrigiert werden müssen.

### Lautäußerungen
Zweifarbensperber sind generell wenig ruffreudige Vögel, deren Gesang darüber hinaus leiser ist als der ähnlicher Arten. Die am häufigsten gehörte Lautäußerung ist ein als Kontaktruf interpretiertes kek-kek-kek-kek, das von beiden Geschlechtern genutzt wird, beim Männchen jedoch etwas weicher klingt als beim Weibchen. Eine lautere, schnellere Variante dieses Rufs wird bei der Verteidigung des Nistplatzes gegen Eindringlinge ausgestoßen. Jungvögel betteln mit einem hohen und schrillen keeyaaa um Nahrung, während Weibchen die Nahrungsübergabe mit einem tiefen, grollenden keer einleiten.

## Verbreitung und Gefährdung

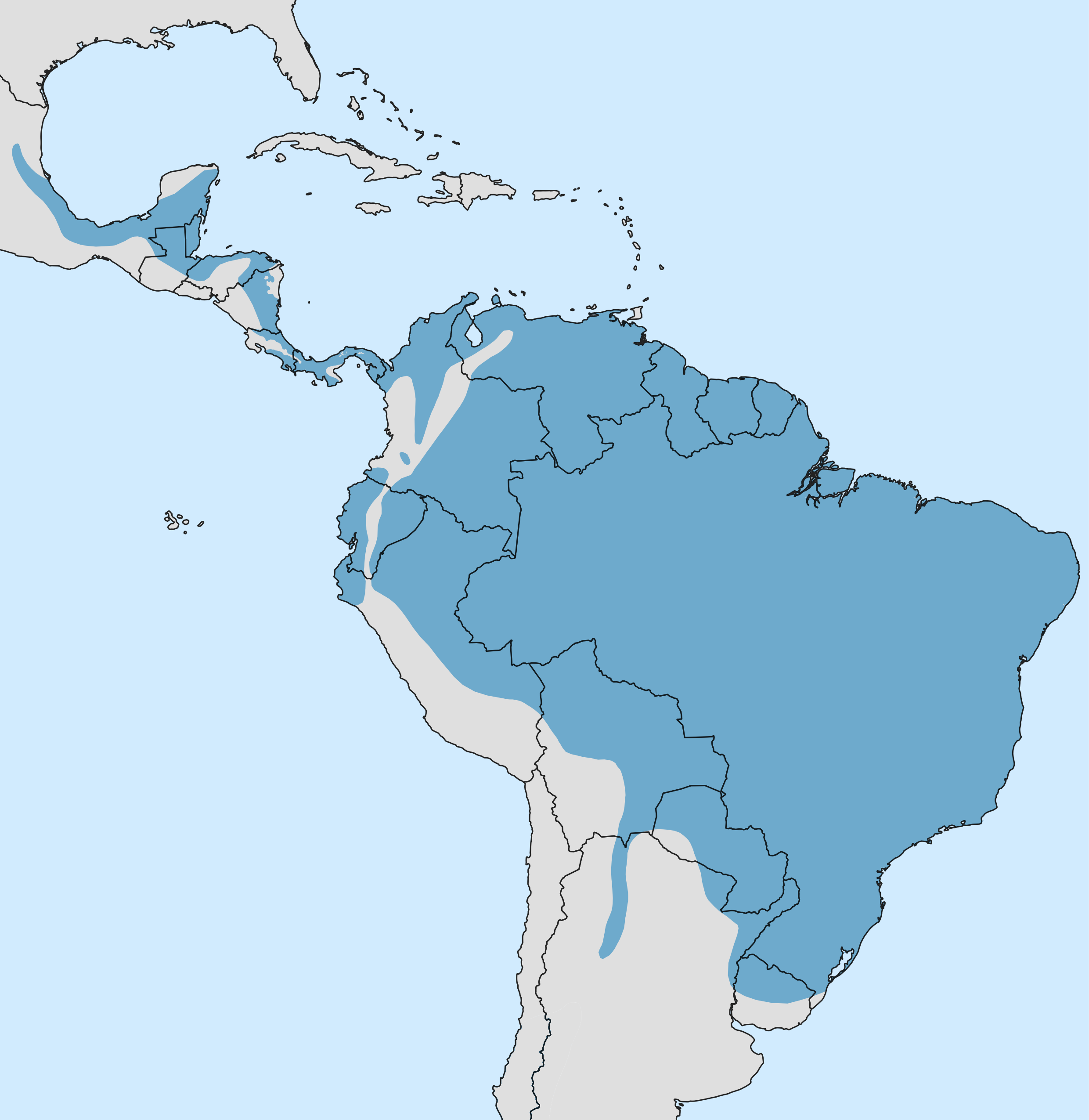
Verbreitungsgebiet des Zweifarbensperbers

Das Verbreitungsgebiet des Zweifarbensperbers ist sehr groß und erstreckt sich über weite Teile der Neotropis. Es reicht von Tamaulipas in Mexiko bis hinab in den Norden Argentiniens und Uruguays, lediglich an den Pazifikküsten Südamerikas fehlt die Art. Die Art ist grundsätzlich eher ein Flachlandbewohner, der typischerweise bis auf eine Höhe von etwa 2000 m vorkommt. Lokal begrenzt gelingen jedoch Nachweise auch noch auf Höhen bis 2500 m (Venezuela) oder sogar 2700 m (Argentinien und Peru). Der Zweifarbensperber gilt in den meisten Regionen als selten bis höchstens moderat häufig, die Populationsdichte nimmt in südlicheren Gebieten tendenziell zu. Möglicherweise werden die maximalen Populationszahlen in manchen Regionen durch Nahrungskonkurrenz durch die oft zahlreich vertretenen Waldfalken (Micrastur sp.) limitiert. Waldfalken erbeuten ebenfalls regelmäßig Vögel in der Größe, wie sie auch als Beute für Zweifarbensperber in Frage kommen würden, sind allerdings zumeist weniger spezialisiert. Vergangene Bestandsschätzungen dürften jedoch auf Grund der scheuen Lebensweise der Vögel eher zu niedrig als zu hoch ausgefallen sein. Wegen ihrer wenig spezialisierten Anforderungen an ihren Lebensraum kommt die Art mit menschengemachten Veränderungen der Landschaft relativ gut zurecht und profitiert möglicherweise sogar von der Schaffung neuer Lichtungen und Lücken in ehemals dichten Wäldern. Auch in bewirtschafteten Monokulturen wie Plantagen wurden die Vögel bereits gesichtet. Die IUCN stuft den Zweifarbensperber mit Stand 2020 auf der niedrigsten Gefährdungsstufe least concern („nicht gefährdet“) ein. Als Begründung nennt die Organisation vor allem das sehr große Verbreitungsgebiet der Art. Schätzungen des globalen Bestandes gehen von mindestens 500.000 adulten Individuen aus, der allgemeine Populationstrend scheint allerdings abnehmend zu sein.

## Systematik

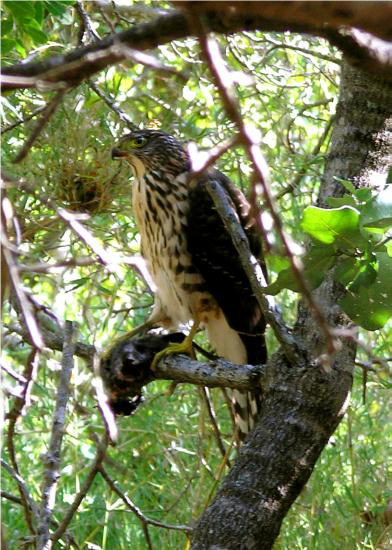
Der Chilehabicht galt traditionell als Unterart des Zweifarbensperbers, wird heute jedoch von vielen Autoren als eigenständige Art anerkannt.

Die Erstbeschreibung des Zweifarbensperbers stammt aus dem Jahr 1817 und geht auf den französischen Naturforscher Louis Pierre Vieillot zurück, der sie in seinem Werk Nouveau dictionnaire d'histoire naturelle veröffentlichte. Für die neue Art vergab Vieillot zunächst den wissenschaftlichen Namen Sparvius bicolor. Später wurde der Zweifarbensperber zur Gattung Accipiter Brisson, 1760 gezählt, seit 2024 gehört er in die Gattung Astur Lacépède, 1799. Besonders enge verwandtschaftliche Beziehungen bestehen zum hauptsächlich in Nordamerika verbreiteten Rundschwanzsperber (A. cooperii) sowie zum auf der Insel Kuba endemischen Kubahabicht (A. gundlachi). Gemeinsam bilden die drei Arten eine Superspezies, deren Verbreitungsgebiet sich über große Teile des amerikanischen Doppelkontinents erstreckt. Molekulargenetische Untersuchungen bestätigen die nahe Verwandtschaft dieser drei Arten und liefern zudem Hinweise darauf, dass der Kubahabicht von einer der beiden anderen Arten abstammt. Es bleibt jedoch unsicher, ob diese Inselform ursprünglich auf den Zweifarben- oder den Rundschwanzsperber zurückgeht. Die innere Systematik der Art A. bicolor gilt als komplex und teilweise umstritten. Traditionell wurde die Population in fünf Unterarten geteilt, deren Status jedoch vielfach angezweifelt wurde. Eine sechste Unterart, A. b. schistochlamys wurde im Jahr 1906 durch den österreichischen Ornithologen Carl Eduard Hellmayr postuliert, jedoch bereits kurz darauf wieder verworfen. Der Chilehabicht wird mittlerweile in der Regel als eigenständige Art mit dem wissenschaftlichen Namen Astur chilensis akzeptiert. Als Begründung wird neben dem isolierten Verbreitungsgebiet vor allem das deutlich trockenere, temperierte Habitat, das die Population bewohnt, angeführt. Ebenfalls genannte Unterschiede bei der Gefiederfärbung sind hingegen angesichts der großen Variabilität dieser Eigenschaft bei allen Zweifarbensperbern eher ein nachrangiges Argument. Gelegentlich wird dieser Art auch noch die südöstliche Population des Zweifarbensperbers als Unterart Astur chilensis guttifer hinzugestellt. Die Ende der 1980er-Jahre von den Forschern Dean Amadon und James J. Bull geäußerte Auffassung, dass auch für A. b. pileatus der Status einer eigenen Art in Frage käme, findet in späteren Publikationen hingegen selten Beachtung. Im Folgenden sind die vier Unterarten aufgeführt, die der Art mit Stand 2023 von den meisten maßgeblichen Autoritäten zugerechnet werden.
- A. b. bicolor (Vieillot, 1817)[16] – Die Nominatform ist vom südlichen Mexiko östlich des Isthmus von Tehuantepec bis nach Peru beiderseits der Anden und nach Bolivien und Amazonien verbreitet.[1]
- A. b. pileatus (Temminck, 1823)[26] – Östliches Brasilien, östliches Paraguay und nordöstlichstes Argentinien und gelegentlich nördlichstes Uruguay. Perlgraue bis rötlich-braune Färbung an der Unterseite. Die jeweilige Färbung setzt sich bis zu den Wangen und als schmales Halsband bis in den Nacken fort. Leichte rötliche Einschläge im Bereich der Flügel. Mischformen mit A. b. guttifer sind bekannt.[1]
- A. b. guttifer Hellmayr, 1917[27] – Südöstliches Bolivien, südwestliches Brasilien, westliches Paraguay und nördliches Argentinien. Ähnlich variabel gefärbt wie die Nominatform, typischerweise jedoch mit mehr rötlich-braunen Anteilen im Gefieder. An der Unterseite häufig mit weißer Bänderung. Mischformen mit A. b. pileatus sind bekannt. Autoren, die den Chilehabicht als eigenständige Art betrachten, ordnen diesem gelegentlich auch guttifer als Unterart zu.[1]
- A. b. fidens Bangs & Noble, 1918[28] – Südliches Mexiko westlich des Isthmus von Tehuantepec. Etwas größer als die Nominatform, ansonsten zeigen sich keine morphologischen Unterschiede. Wegen dieses Mangels an diagnostischen Merkmalen möglicherweise eher als klinale Variation der Nominatform zu betrachten.[1]

Accipiter bicolor schistochlamys Hellmayr, 1906 wird heute als Synonym zur Nominatform betrachtet. Alfred Laubmann sah aufgrund der Ergebnisse der „3. Gran-Chaco-Expedition“ die Unterart A. b. guttifer in seinem Werk Die Vögel von Paraguay erstmals für Paraguay nachgewiesen. Komplizierter stellt sich für ihn die Situation bei Sparvius guttatus Vieillot, 1817 dar, dessen Erstbeschreibung auf Esparvero del pardo y goteado von Félix de Azara basierte. Hier sieht Laubmann einen Vogel im Jugendkleid der Unterart A. b. pileatus.

## Etymologie
Der Begriff Astur leitet sich von lateinisch astur, asturis ‚Falke‘ ab, der frühere Gattungsname Accipter von lateinisch accipiter, accipitris, accipere ‚Falke, fassen, greifen‘. Der Artname bicolor ist ein Wortgebilde aus lateinisch bi- ‚zwei-‘ und lateinisch color, coloris ‚Farbe‘. Pileatus hat seinen Ursprung in lateinisch pileatus, pileus ‚kappig, Filzmütze‘, guttifer in lateinisch gutta ‚Fleck‘ und lateinisch -fera, ferre ‚tragend, tragen‘, fidens in lateinisch fidens, fidentis, fidere ‚mutig, selbstbewusst, trauen‘ und schistochlamys in »skhistos, skhizō σχιστος, σχιζω« für »gespalten, spalten« und »khlamus, khlamudos χλαμυς, χλαμυδος« für »Mantel, Umhang«.